# چیلا هورسدال
چِیلا هورسدال (انگلیسی: Chelah Horsdal؛ زادهٔ ۱۹ ژوئن ۱۹۷۳) بازیگر و مدل اهل کانادا است.
از فیلم‌ها یا برنامه‌های تلویزیونی که وی در آن نقش داشته‌است، می‌توان به ذهن‌های مجرم، فرازا، شعر سوگ، سرنشینان، تسخیر، کانی و کارلا، بیگانه علیه غارتگر ۲، نمایش و مردی در های کسل اشاره کرد.